# Cataviña
Cataviña ist ein kleiner Ort im mexikanischen Bundesstaat Baja California. Er liegt inmitten der niederkalifornischen Wüste an der Carretera Federal 1 etwa 118 km südlich von El Rosario und 106 km nördlich der Abzweigung zur Bahía de los Ángeles.
Lange Zeit besaß der Ort die einzige Tankstelle im Umkreis von 100 Meilen, die von PEMEX betrieben und mittlerweile geschlossen wurde. Allerdings wird von den Einheimischen weiterhin Benzin in 55-Gallonen-Fässern verkauft.
Der Ort wurde bekannt durch seinen Felsengarten, der von sehr großen Steinen und Kakteen umgeben ist. In Cataviña gibt es ein Hotel, einen Mechaniker und eine Gaststätte.